# Сейфуллах Есін
Сейфулла Есін (1902, Салоніки — 15 червня 1982, Стамбул) — турецький дипломат. Постійний представник Туреччини при Організації Об'єднаних Націй (1957—1960)

## Життєпис
Народився у 1902 році в Салоніках. Закінчив факультет політичних наук Берлінського університету та в Університеті Джорджа Вашингтона у Вашингтоні.
З 1925 року на дипломатичній роботі в Міністерстві закордонних справ Туреччини. Працював у Посольстві Ізраїлю (1950—1952), послом Туреччини в Австрії (1952—1954), посольство СРСР (1954—1955), послом у Федеративній Республіці Німеччині (1955—1957), Постійний представник Туреччини при Організації Об'єднаних Націй в Нью-Йорку (1957—1960), посольство Єгипту (1960-1961), він працював у посольстві Індії (1962—1965), послом Іспанії (1965—1967).
У 1982 році помер від серцевого нападу, був похований на кладовищі Караджаахмет. 

## Нагороди та відзнаки
- 1954: Велика пошана в золоті зі стрічкою за заслуги перед Австрійською Республікою[1]
- 1957: Великий хрест заслуг із зіркою та стрічкою Федеративної Республіки Німеччини